# The Voice (альбом Lil Durk)
The Voice (с англ. — «Голос») —
шестой студийный альбом американского рэпера Lil Durk. Он был выпущен 24 декабря 2020 года на лейблах Only the Family, Alamo Records и Geffen Records. Альбом содержит гостевые участия от 6lack, Янг Тага, YNW Melly, Booka600 и убитого в ноябре 2020 года рэпера King Von. Делюкс-версия была выпущена 29 января 2021 года с двенадцатью дополнительными песнями. Она содержит гостевые участия от Lil Baby, Pooh Shiesty и Sydny August.

## История
Название альбома является старым никнеймом Lil Durk. Некоторое время до выпуска он рассказывал про него, начиная с публикации в социальных сетях и продвижения заглавного трека 28 августа 2020 года. Первоначально он заявил, что выпустит новую музыку в тот же день, что и второй студийный альбом рэпера 6ix9ine, TattleTales, на фоне их вражды.
Альбом является данью уважения покойному американскому рэперу King Von, давнему другу и тогдашнему коллеге по лейблу рэпера, погибшего в результате стрельбы в Атланте, штат Джорджия, 6 ноября 2020 года. Он был вовлечен в спор в ночном клубе около 3:20 утра между двумя группами мужчин, одна из которых была связана с другим американским рэпером Quando Rondo. Обе стороны использовали огнестрельное оружие во время драки. King Von срочно доставили в больницу, и после он был объявлен мёртвым.  Его кончина сильно повлияла на Lil Durk, который деактивировал все свои учетные записи в социальных сетях, пока не объявил о выпуске сингла «Backdoor» 20 декабря 2020 года. На обложке альбома Lil Durk и King Von изображены вместе.

## Синглы
Лид-сингл «The Voice» был выпущен 4 сентября 2020 года. Второй сингл «Stay Down» совместно с 6lack и Янг Тагом был выпущен 30 октября 2020 года. Третий сингл «Backdoor» был выпущен 21 декабря 2020 года.

## Коммерческий успех
The Voice дебютировал под номером 46 в чарте Billboard 200, заработав 23 000 единиц, эквивалентных альбомам за первую неделю. Альбом был выпущен в четверг, поэтому продажи оценивались за один день, так как это был последний день недели перед обновлением чартов. На второй неделе релиз поднялся на третье место, заработав дополнительно 66 000 единиц. Делюкс-версия была продана в 87 000 копий за неделю. The Voice стал третьим альбомом Lil Durk в десятке лучших в США. На третьей неделе он поднялся на второе место в чарте, заработав на 48 000 экземпляров больше. На четвертой неделе альбом опустился на пятую строчку, набрав 42 000 единиц, в результате чего общее количество продаж за 4 недели составило 179 000 единиц.

## Список композиций
По данным Tidal.
| №                   | Название                                     | Автор(ы)                                                                                | Продюсер(ы)                                  | Длительность |
| ------------------- | -------------------------------------------- | --------------------------------------------------------------------------------------- | -------------------------------------------- | ------------ |
| 1.                  | «Redman»                                     | Durk Banks John Lam Malik Bynoe-Fisher Leonardo Mateus                                  | Lam MalikOTB WassupBans                      | 1:35         |
| 2.                  | «Refugee»                                    | Banks Lam Johnfrancis Mbatta                                                            | Lam Its2ezzy                                 | 1:56         |
| 3.                  | «Death Ain’t Easy»                           | Banks Joshua Samuel Henry Lotas-Sherratt Giovanni Rana                                  | TurnMeUpJosh Young Cutta Vani                | 3:12         |
| 4.                  | «The Voice»                                  | Banks Samuel John Balan Braylen Rembert                                                 | TurnMeUpJosh LowLowTurnMeUp Ayo Bleu         | 2:59         |
| 5.                  | «Backdoor»                                   | Banks Samuel Bynoe-Fisher Rembert Lachlan Gentle                                        | TurnMeUpJosh MalikOTB Ayo Bleu Aura          | 3:20         |
| 6.                  | «Still Trappin’» (совместно с King Von)      | Banks Dayvon Bennett Christian Ward Kevin Price London Jae                              | Hitmaka Go Grizzly                           | 2:52         |
| 7.                  | «Stay Down» (совместно с 6lack и Янг Тагом)  | Banks Ricardo Valentine, Jr. Jeffery Williams Dwan Avery Leland Wayne                   | DY Metro Boomin                              | 2:49         |
| 8.                  | «Free Jamell» (совместно с YNW Melly)        | Banks Jamell Demons Darrel Jackson                                                      | Chopsquad DJ                                 | 3:20         |
| 9.                  | «Misunderstood»                              | Banks Avery Bryan Simmons                                                               | DY TM88                                      | 2:15         |
| 10.                 | «Not the Same»                               | Banks Greg Tecoz                                                                        | G. Fresh                                     | 2:29         |
| 11.                 | «India, Pt. 3»                               | Banks Hagan Lange Trenton Turner                                                        | Hagan Touch of Trent                         | 2:09         |
| 12.                 | «Coming Clean»                               | Banks DeAvonte Kimble Morgan O'connor William Keating                                   | Kimble O'connor Willskeating                 | 2:28         |
| 13.                 | «Going Strong»                               | Banks Lam Tahj Vaughn Frank Gilliam III                                                 | Lam Tahj Money Tre Gilliam Akel              | 2:21         |
| 14.                 | «Changes»                                    | Banks Thomas Moore                                                                      | Aye TM                                       | 2:03         |
| 15.                 | «Lamborghini Mirrors» (при участии Booka600) | Banks Darontez Mayo Turner Sidney Reynolds Javon Reynolds Joseph Leytrick Junior Sinchi | Touch of Trent The Superiors Leytrick Jay LV | 2:44         |
| 16.                 | «To Be Honest»                               | Banks Samuel Lotas-Sherratt Rembert                                                     | TurnMeUpJosh Young Cutta Ayo Bleu            | 2:26         |
| Общая длительность: | Общая длительность:                          | Общая длительность:                                                                     | Общая длительность:                          | 38:38        |

| №   | Название                                          | Автор(ы)                                                                | Продюсер(ы)                                 | Длительность |
| --- | ------------------------------------------------- | ----------------------------------------------------------------------- | ------------------------------------------- | ------------ |
| 17. | «Intro»                                           | Banks Moore Turner Sinchi                                               | Touch of Trent Jay LV                       | 2:19         |
| 18. | «Finesse Out the Gang Way» (при участии Lil Baby) | Banks Dominique Jones Jackson                                           | Chopsquad DJ                                | 3:06         |
| 19. | «Switched Up»                                     | Banks Moore                                                             | Aye TM                                      | 2:19         |
| 20. | «Let Em Know»                                     | Banks Samuel Balan Rembert                                              | TurnMeUpJosh LowLowTurnMeUp Ayo Bleu        | 2:55         |
| 21. | «Should've Ducked» (при участии Pooh Shiesty)     | Banks Lontrell Williams, Jr. Devonte Richmond Maliki Decampos           | DJ Bandz DJ FMCT                            | 3:12         |
| 22. | «When I'm Lonely»                                 | Banks Samuel Balan Rembert                                              | TurnMeUpJosh LowLowTurnMeUp Ayo Bleu        | 1:59         |
| 23. | «Every Freakin' Day»                              | Banks J. Lamb Gilliam Evenson Clauseille Garrison Boykin Donald DeGrate | J. Lamb Gilliam ThatBossEvan Gwiz           | 2:46         |
| 24. | «Love You» (при участии Sydny August)             | Banks Sydny Smith Andrew Bonsu                                          | Dilla                                       | 2:58         |
| 25. | «I Don't Know»                                    | Banks Turner Jake Martin Paul Davis Gachie                              | Touch of Trent Twoprxducers                 | 2:15         |
| 26. | «Movement»                                        | Banks Turner Devin Lamb Elaye Slattery                                  | Touch of Trent Foreiign808 Elaye            | 2:26         |
| 27. | «Last Minute»                                     | Banks Samuel Rembert Giovanni Gardner                                   | TurnMeUpJosh Ayo Bleu Gorilla               | 1:50         |
| 28. | «Kanye Krazy»                                     | Banks J. Lamb Vaughn Lukas Payne Sterling Reynolds                      | J. Lamb Tahj Money Karltin Bankz Londn Blue | 2:25         |

Примечания
- «Death Ain't Easy» содержит дополнительный вокал от King Von

## Чарты
| Чарт (2020–2021)                       | Высшая позиция |
| -------------------------------------- | -------------- |
| Бельгия/Фландрия (Ultratop)            | 139            |
| Канада (Canadian Albums Chart)         | 6              |
| Нидерланды (Album Top 100)             | 86             |
| Великобритания (UK Albums Chart)       | 26             |
| США (Billboard 200)                    | 2              |
| США (Billboard Top R&B/Hip-Hop Albums) | 1              |